# Émile Lejeune
Émile Lejeune fue un deportista francés que compitió en remo. Ganó cuatro medallas en el Campeonato Europeo de Remo entre 1897 y 1904.

## Palmarés internacional
| Campeonato Europeo | Campeonato Europeo | Campeonato Europeo | Campeonato Europeo |
| Año                | Lugar              | Medalla            | Prueba             |
| ------------------ | ------------------ | ------------------ | ------------------ |
| 1897               | Pallanza (Italia)  | Medalla de bronce  | Ocho con timonel   |
| 1898               | Turín (Italia)     | Medalla de oro     | Dos con timonel    |
| 1903               | Venecia (Italia)   | Medalla de plata   | Dos con timonel    |
| 1904               | París (Francia)    | Medalla de oro     | Dos con timonel    |